# Kalanchoe linearifolia
Kalanchoe linearifolia är en fetbladsväxtart som beskrevs av Emmanuel Drake del Castillo. Kalanchoe linearifolia ingår i släktet Kalanchoe och familjen fetbladsväxter. Inga underarter finns listade i Catalogue of Life.